# João Paulo Borges Coelho
João Paulo Borges Coelho (Porto – Portogallo, 1955) è uno storico e scrittore mozambicano di narrativa.
Nato in Portogallo, ma cresciuto nel Mozambico coloniale, dove ha deciso di rimanere dopo l'Indipendenza, adottando la cittadinanza mozambicana, affianca all'attività letteraria la docenza universitaria e la ricerca nel campo della storia del Mozambico e dell'Africa australe.
La sua multiforme – benché ancora non vastissima – opera letteraria, composta di romanzi, racconti e romanzi brevi (novelas) è da considerarsi un unicum nel panorama delle lettere mozambicane e africane in generale. All'insegna, da un lato, di una varia sperimentazione tematica e, dall'altro, di una scrittura curata fin nel minimo dettaglio e, a suo modo, tradizionale, Borges Coelho possiede le doti del grande narratore e del grande prosatore.

## Opera

### In portoghese
- Akapwitchi Akaporo. Armas e Escravos (fumetto), Ed. do Instituto Internacional do Livro e do Disco, Maputo 1981.
- No Tempo do Farelahi (fumetto), Ed. do Instituto Internacional do Livro e do Disco, Maputo 1984.
- As Duas Sombras do Rio (romanzo), Ndjira, Maputo e Caminho, Lisboa 2003.
- As Visitas do Dr. Valdez (romanzo), Ndjira, Maputo e Caminho, Lisboa 2004.
- Índicos Indícios, 1. Setentrião (racconti), Ndjira, Maputo e Caminho, Lisboa 2005.
- Índicos Indícios, 2. Meridião (racconti), Ndjira, Maputo e Caminho, Lisboa 2006.
- Crónica da Rua 513.2 (romanzo), Ndjira, Maputo e Caminho, Lisboa 2006.
- Campo de Trânsito (romanzo), Ndjira, Maputo e Caminho, Lisboa 2007.
- Hinyambaan (romanzo breve), Ndjira, Maputo e Caminho, Lisboa 2008.
- O Olho de Hertzog (romanzo), Ndjira, Maputo e Leya, Lisboa 2010.
- Cidade dos Espelhos (romanzo breve), Caminho, Lisboa 2011.
- Rainhas da Noite (romanzo), Caminho, Lisboa 2013.
- Água. Uma Novela Rural (romanzo breve), Caminho, Lisboa 2016.
- Ponta Gêa (romanzo), Caminho, Lisboa 2017.

### Traduzioni italiane
- Cronaca di Rua 513.2, Urogallo, Perugia 2011.
- Campo di transito, Urogallo, Perugia 2012.
- Indizi indiani, (traduzione dei racconti di Índicos Indícios, entrambi i volumi in uno solo), Urogallo, Perugia 2017.

## Premi e riconoscimenti
- Premio Craveirinha 2005 (Mozambico)
- Prémio LeYa 2009 (Portogallo)